# 華秉中
華秉中（1519年—？），原姓蔡，字正夫，號起筠，直隸松江府上海縣人，民籍，明朝政治人物。

## 生平
嘉靖二十八年（1549年）己酉科應天府鄉試第八十八名舉人。嘉靖三十二年（1553年）中式癸丑科會試第一百四十四名，三甲第一百七十二名進士。礼部观政，授山东东昌府推官，三十六年八月选授刑科给事中，上疏弹劾严嵩不报，引疾归乡。严嵩倒台，起光禄卿，不久去世。

## 家族
曾祖華瑞；祖父華昱；父華鯨，母潘氏。弟秉道、秉良、秉才。子华允传，云南布政司经历。曾孙华鹤鸣，字迥闻，尤邃毛诗；鹤鸣孙华谦。